# Conops kulinicus
Conops kulinicus är en tvåvingeart som beskrevs av Chen 1939. Conops kulinicus ingår i släktet Conops och familjen stekelflugor. Inga underarter finns listade i Catalogue of Life.